# مارك هوني
مارك هوني (بالإنجليزية: Mark Hone)‏ هو لاعب كرة قدم بريطاني في مركز الدفاع، ولد في 31 مارس 1968 في كرويدون في المملكة المتحدة. شارك مع منتخب إنجلترا لكرة القدم C ‏. أما مع النوادي، فقد لعب مع كريستال بالاس ونادي ساوثيند يونايتد ونادي كيترينغ تاون ونادي لينكولن سيتي وويلينج يونايتد.

## وصلات خارجية
- مارك هوني على موقع قاعدة بيانات كرة القدم.إي يو (الإنجليزية)
- مارك هوني على موقع Soccerbase.com (لاعب) (الإنجليزية)